# Dominique Macri

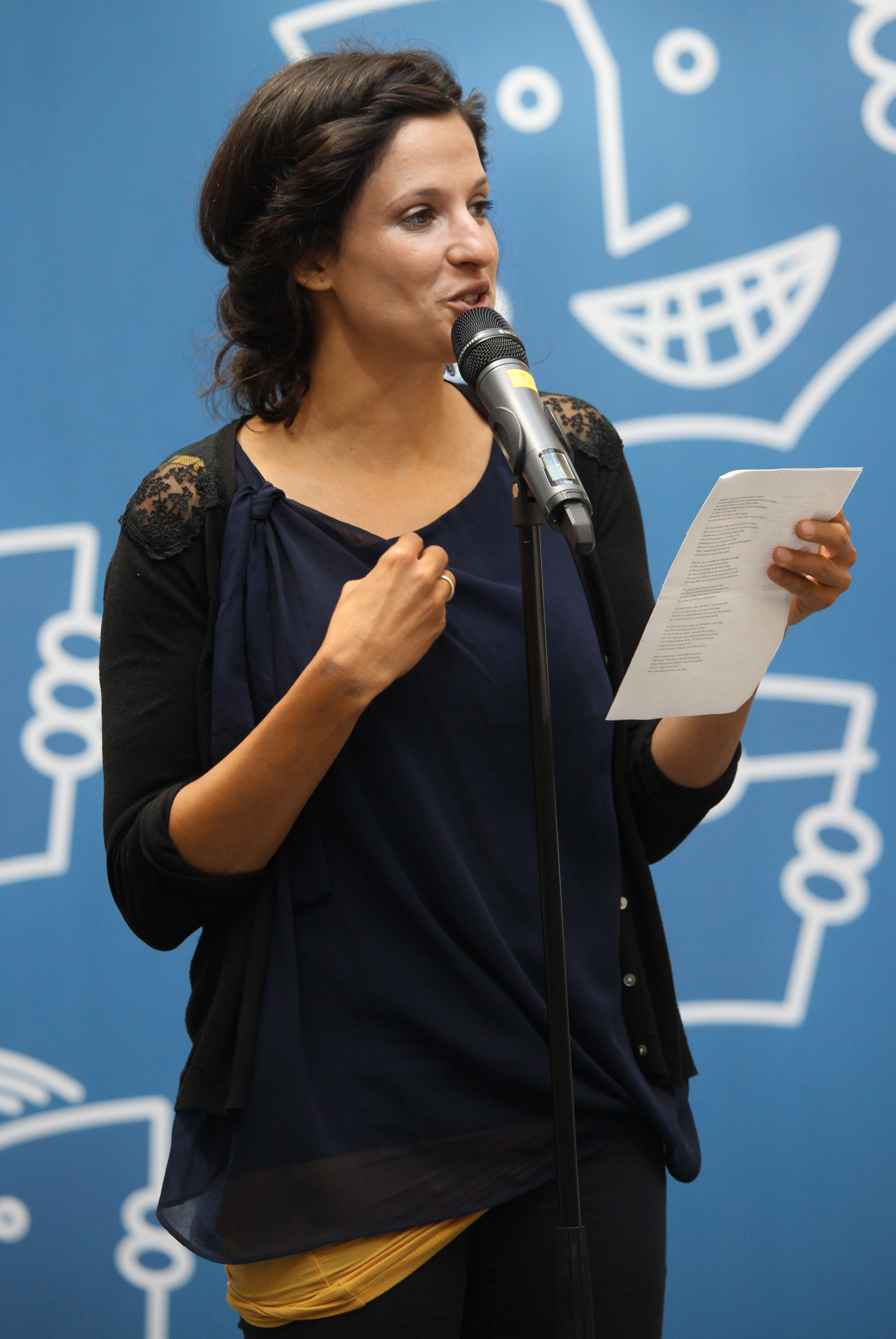
Dominique Macri, 2017

Dominique Macri (* 1981 in Marburg) ist eine deutsche Schauspielerin und Lyrikerin, die 2014 mit Dalibor Marković als Team Scheller die Poetry-Slam-Meisterschaft in Dresden gewann.

## Leben und Werk
In Marburg aufgewachsen, absolvierte Macri ein Studium der Psychologie und publiziert wissenschaftlich zu Drogenprävention und Elterntraining.
Seit 2003 ist Macri Ensemblemitglied des fast forward theatre, einem Improvisations- und Event-Theater mit Sitz in Marburg, das mit etwa 100 Aufführung pro Jahr auch bundesweit sowie international gastiert, und seit 2012 Gastspielerin beim Improvisationstheater-Ensemble Für Garderobe keine Haftung aus Wiesbaden. Darüber hinaus ist sie regelmäßig als Moderatorin bei kulturellen Abenden und Kongressen gefragt und arbeitet seit 2013 als freischaffende Trainerin für Poetry Slam, kreatives Schreiben und Performance im Kulturkabinett Stuttgart im Rahmen des europäischen Verbunds ThesSLAMoniki. Ebenfalls seit 2013 ist die Künstlerin für den Bund Deutscher Amateurtheater als Workshopleiterin aktiv, im Rahmen der deutsch-französischen Jugendtheaterbegegnung „InterCultour“, wo sie unter anderem das Festival der Preisträger 2014 in Ransbach-Baumbach moderierte.

## Auszeichnungen
- 2014 – Gewinnerin der internationalen, deutschsprachigen Poetry Slam Meisterschaft in Dresden, zusammen mit ihrem Teampartner Dalibor Markovic als „Team Scheller“

## Werke/Auftritte (Auswahl)
- zeitverdichter, Lyrik-Bildband (2010), im Eigenverlag
- Track Bordsteinschwalben (2013), enthalten in: Slam Elektro. Poetry Sampler 2013, zusammengestellt von Sebastian 23, CD, Lektora Verlag, Paderborn 2014, ISBN 978-3-95461-015-0[4]
- 2014/2015, Improtheater-Führungen zur Ausstellung „Oskar Schlemmer – Visionen einer neuen Welt“[5] in der Staatsgalerie Stuttgart
- März 2015, Auftritt im Lyrik Kabinett, München